# Hidi Patrik
Hidi Patrik (Győr, 1990. november 27. –) magyar labdarúgó, a BVSC-Zugló játékosa.

## Pályafutása

### Klubcsapatokban
2017 nyarán a spanyol másodosztályban szereplő Real Oviedo igazolta le. Hidi két évre írt alá. Első mérkőzését augusztus 20-án játszotta a csapatban és gólpasszt adott a Rayo Vallecano elleni bajnokin. 
Szeptember elején, Reus Deportiu elleni bajnokin lábtörést szenvedett és féléves kihagyás várt rá. 2018 augusztusában felbontották a szerződését. Összesen tizennégy bajnokin lépett pályára. 2018. szeptember 20-án újra aláírt a Honvéd csapatához. Első tétmérkőzésén, a Bőny SE ellen 6–0-ra megnyert Magyar Kupa-találkozón duplázni tudott. 2019 januárjában felbontotta szerződését a kispesti klubbal. 2019 januárjában a kazah Jertisz Pavlodar csapatához szerződött. A 2019-es szezonban 33 bajnoki mérkőzésen, összesen 35 tétmérkőzésen lépett pályára, és egyszer volt eredményes Kazahsztánban, majd 2020 januárjában visszatért a Honvédhoz, ahol három évre szóló szerződést írt alá. A 2009-es bemutatkozásától számítva 2022-ig összesen 322 tétmérkőzésen szerepelt a Budapest Honvédban.
2022 júliusától az NB I-es újonc Vasasnál folytatta a pályafutását. 2023. június 9-én bejelentették, hogy a felek közös megegyezéssel szerződést bontanak.

### A válogatottban
2018 márciusában meghívót kapott Georges Leekens szövetségi kapitánytól a kazah és a skót válogatott elleni felkészülési mérkőzésekre készülő 37 fős magyar válogatott bő keretébe.

## Sikerei, díjai
Budapest Honvéd
- Magyar bajnokság (NB I)
  - bajnok: 2016–17[14]
  - bronzérmes: 2012–13
- Magyar kupa
  - győztes: 2009, 2020

## Statisztika

### Klubcsapatokban
2018. június 2-án lett frissítve.
| Klub             | Szezon  | Liga            | Liga  | Kupa            | Kupa  | Ligakupa        | Ligakupa | Európai         | Európai | Összesen        | Összesen |
| Klub             | Szezon  | Pályára lépések | Gólok | Pályára lépések | Gólok | Pályára lépések | Gólok    | Pályára lépések | Gólok   | Pályára lépések | Gólok    |
| ---------------- | ------- | --------------- | ----- | --------------- | ----- | --------------- | -------- | --------------- | ------- | --------------- | -------- |
| Honvéd           |         |                 |       |                 |       |                 |          |                 |         |                 |          |
| 2008–09          | 9       | 1               | 1     | 0               | 8     | 1               | 0        | 0               | 18      | 2               |          |
| 2009–10          | 8       | 0               | 3     | 0               | 4     | 0               | 0        | 0               | 15      | 0               |          |
| 2010–11          | 13      | 0               | 4     | 0               | 4     | 0               | 0        | 0               | 21      | 0               |          |
| 2011–12          | 25      | 1               | 1     | 0               | 2     | 0               | 0        | 0               | 28      | 1               |          |
| 2012–13          | 25      | 1               | 4     | 0               | 8     | 1               | 4        | 0               | 41      | 2               |          |
| 2013–14          | 28      | 3               | 1     | 0               | 3     | 0               | 4        | 0               | 36      | 3               |          |
| 2014–15          | 17      | 2               | 4     | 1               | 2     | 0               | 0        | 0               | 23      | 3               |          |
| 2015–16          | 29      | 1               | 3     | 1               | 0     | 0               | 0        | 0               | 32      | 2               |          |
| 2016–17          | 28      | 2               | 4     | 2               | 0     | 0               | 0        | 0               | 32      | 4               |          |
| összesen         | 182     | 11              | 25    | 4               | 31    | 2               | 8        | 0               | 246     | 17              |          |
| Real Oviedo      | 2017–18 | 14              | 0     | 0               | 0     | -               | -        | -               | -       | 14              | 0        |
| Karrier összesen |         | 183             | 11    | 25              | 4     | 31              | 2        | 8               | 0       | 247             | 15       |